# Mujeres en el rock

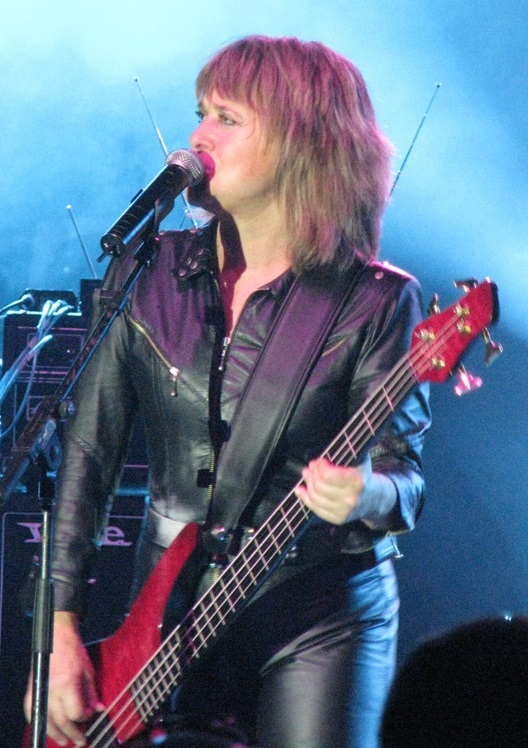
Suzi Quatro es una cantante, bajista y líder de banda. Cuando lanzó su carrera en 1973, era una de las mujeres más prominentes en la escena del rock mundial.

Las mujeres han participado en la música rock y en todos sus subgéneros como cantantes, instrumentistas y productoras de discos prácticamente desde el nacimiento del género. Tienen una gran prominencia en muchos estilos de la música popular como cantantes, sin embargo, las mujeres instrumentistas profesionales son poco comunes en la música popular, especialmente en los géneros del rock como el heavy metal.

## Generalidades

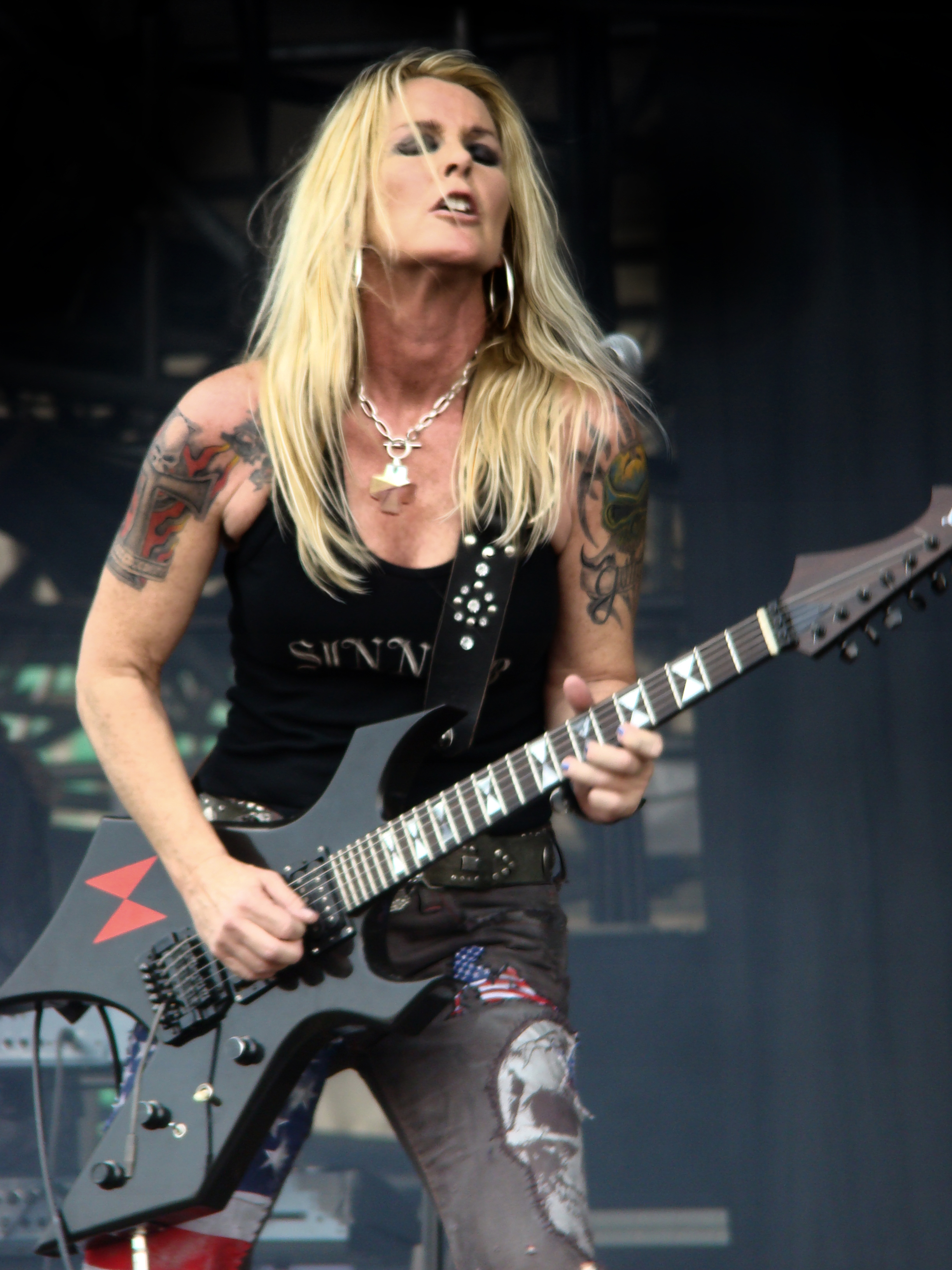
Lita Ford fue guitarrista y corista de la banda The Runaways y más tarde desarrolló una exitosa carrera como solista.

En la música popular ha habido una "distinción de género notoria a través de la historia". Varios académicos han argumentado que los hombres excluyen a las mujeres de las bandas o de los ensayos, grabaciones, actuaciones y otras actividades sociales de las bandas. "Las mujeres son consideradas principalmente como consumidores pasivos de música pop, excluyéndolas de la participación como músicos de rock de alto estatus". Una de las razones por las que raramente hay bandas mixtas de género es que "las bandas operan como unidades en las que la solidaridad homosocial juega un papel crucial". En la escena de la música pop de la década de 1960 el canto era a veces un pasatiempo aceptable para una niña, pero tocar un instrumento era visto de manera diferente.
Philip Auslander afirma que "aunque había muchas mujeres en el rock a fines de la década de 1960, la mayoría de ellas solo se dedicaban a cantar, una posición tradicionalmente femenina en la música popular". Aunque algunas mujeres tocaban instrumentos en bandas de garaje exclusivamente femeninas, ninguna de estas bandas logró más que el éxito regional. En relación con la composición de género de las bandas de heavy metal, hasta la década de 1980 estas agrupaciones estaban conformadas casi exclusivamente por hombres, con notables excepciones como la banda británica Girlschool. Sin embargo, en la actualidad las mujeres han logrado hacerse su propio espacio en dicho género. Cuando Suzi Quatro surgió en 1973, "ningún otro músico femenino prominente se desempeñó en la música rock simultáneamente como cantante, instrumentista, compositor y líder de banda". La siguiente lista presenta artistas femeninas famosas por cantar y componer, además de sus habilidades instrumentales:
- Joni Mitchell
- Bonnie Raitt
- Nancy Wilson (de Heart)
- Ann Wilson
- Kaki King
- Orianthi
- Sister Rosetta Tharpe
- Jennifer Batten
- Mary Ford
- Lita Ford
- Joan Jett
- Kim McAuliffe (de Girlschool)

## Agrupaciones conformadas por mujeres
A lo largo de la historia de la música popular han existido una gran cantidad de agrupaciones conformadas en su totalidad por mujeres, ya sea como una banda tradicional con instrumentistas o conformada simplemente por cantantes. Sin embargo, en comparación con las bandas conformadas por hombres en su totalidad, su número es muy reducido aún.
Un "girl group" o "grupo de chicas" es un acto musical con varias cantantes femeninas que generalmente armonizan sus voces juntas. El término "girl group" también se usa en un sentido más restringido en los países de habla inglesa para denotar la ola de grupos femeninos estadounidenses de música pop que florecieron a finales de la década de 1950 y principios de 1960 entre la decadencia del rock and roll y la invasión británica, muchos de los cuales fueron influenciados por el estilo doo-wop.

### Décadas de 1930 – 1960
En el auge de popularidad del jazz durante la década de 1930, fueron populares agrupaciones femeninas como The Blue Belles, The Parisian Redheads (conocidas más adelante como The Bricktops), Lil-Hardin's All-Girl Band, The Ingenues, The Harlem Playgirls, Phil Spitalny's Musical Sweethearts y Helen Lewis and Her All-Girl Jazz Syncopators. Ina Ray Hutton lideró una banda femenina, The Melodears, entre 1934 y 1939. Eunice Westmoreland, bajo el nombre artístico de Rita Rio, también lideró una banda conformada por mujeres que incluso logró difusión en NBC Radio y Vitaphone. Una agrupación polaca llamada Filipinki fue fundada en 1959.
Grupos conformados solamente por mujeres empezaron a emerger a la par del nacimiento del rock and roll. Entre las primeras bandas femeninas que lograron un contrato discográfico se encuentran Goldie & the Gingerbreads, grupo que firmó con Atlantic Records en 1964, The Pleasure Seekers con Suzi Quatro con Hideout Records en 1964 y Mercury Records en 1968, The Feminine Complex con Athena Records en 1968 y Fanny en 1969 cuando Mo Ostin obtuvo para ellas un contato con Warner Bros. Records. Hubo otros ejemplos, como The Liverbirds (1962–1967), The Ace of Cups (1967), The Heart Beats (1968) y Ariel (1968–1970).

### Décadas de 1970 - 1980
En 1971 Fanny se convirtió en la primera banda integrada exclusivamente por mujeres en alcanzar el Top 40 con la canción "Charity Ball", logrando ubicarse en la posición No. 40 de las listas de éxitos. En 1975, el dúo canadiense Kate & Anna McGarrigle grabó el primero de una serie de álbumes de estudio. La banda de hard rock The Runaways fue un suceso en los Estados Unidos tras el lanzamiento de su álbum debut en 1976. Las músicas Joan Jett, Cherie Currie y Lita Ford emprendieron exitosas carreras en solitario tras su salida de la banda. En la década de 1980 las producciones discográficas de las bandas compuestas por mujeres empezaron a figurar de manera constante en las listas de éxitos. En la lista Billboard Hot 100 de fin de año de 1982, el álbum I Love Rock 'n' Roll de Joan Jett ocupó la posición No. 3 y We Got the Beat de The Go-Go's se ubicó en la posición No. 25, enviándole un mensaje claro a los empresarios de la música de que las bandas conformadas por mujeres podían representar una gran oportunidad monetaria.

#### Punk
En el Reino Unido, el nacimiento del punk a finales de la década de 1970 vio como las mujeres hacían grandes contribuciones al género. En contraste con el hard rock y el heavy metal en la década, géneros dominados primordialmente por hombres, el estilo anárquico del punk le permitió a las mujeres participar en el mismo. "Era lo lindo del punk," afirmó años más tarde Chrissie Hynde, líder de The Pretenders. "La discriminación sexual no existía en ese género". Esta participación jugó un papel determinante en el desarrollo del género, especialmente en los Estados Unidos y en el Reino Unido en aquel momento, y continúa siendo una influencia para las futuras generaciones.
La historiadora de rock Helen Reddington afirma la mayoría de las mujeres que eran un poquito frescas estaban más interesadas en la ideología y las implicaciones sociopolíticas que en la moda misma. La historiadora musical Caroline Coon sostiene que antes del punk, las mujeres en la música rock eran prácticamente invisibles, pero con el nacimiento y desarrollo de este género, las mujeres empezaron a adoptar un papel preponderante. Johnny Rotten, músico de la banda Sex Pistols, afirmó que "durante la época de los Pistols, las mujeres tocaban con los hombres en igualdad de condiciones". Hubo notable participación femenina en bandas como The Slits, The Raincoats, Mo-dettes, Dolly Mixture y The Innocents.
Otros discrepan con la noción de igual reconocimiento, como la guitarrista Viv Albertine, quien afirma que las mujeres no eran tomadas en serio por casi nadie vinculado a la industria de la música. La postura antisemita del punk abrió el espacio para las mujeres, que fueron tratadas como extrañas en una industria dominada por los hombres. Kim Gordon de Sonic Youth afirma: "Creo que las mujeres son anarquistas por naturaleza, porque siempre están operando en un entorno masculino".

#### Heavy metal

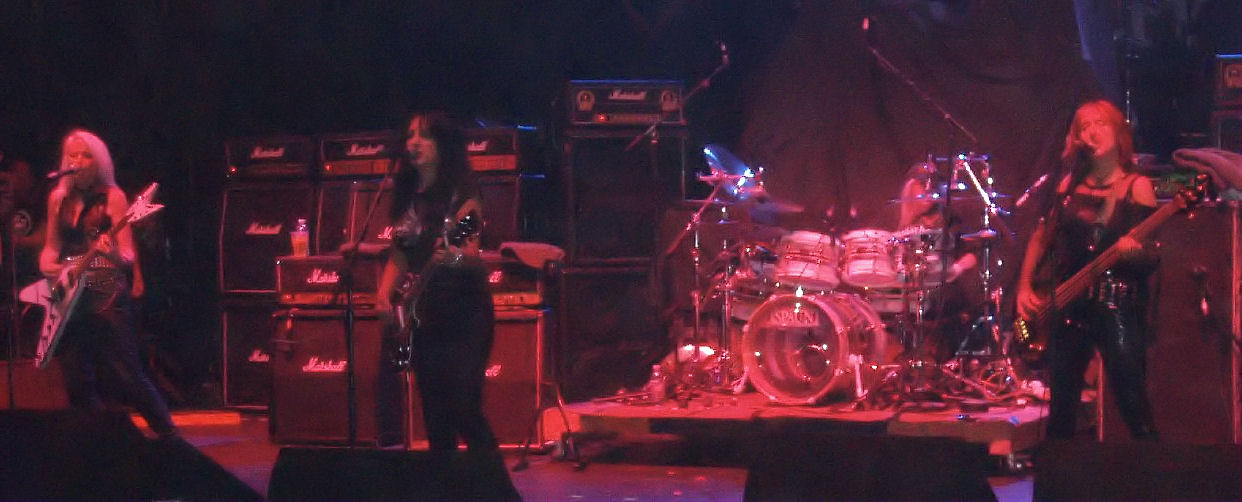
Girlschool es una banda británica compuesta exclusivamente por mujeres, enmarcada en la nueva ola del heavy metal británico.

La banda de heavy metal Girlschool, del sur de Londres, se formó en 1978 de las cenizas de Painted Lady. Aunque tuvieron algún éxito en el Reino Unido, se hicieron más conocidas a principios de los años 1980. Uno de los miembros originales de la banda, Kathy Valentine, partió para unirse a la banda femenina The Go-Go's, pasando de la guitarra al bajo. Entre las primeras grabaciones de Girlschool se encuentra un EP titulado "The St. Valentines Day Massacre", que grabaron junto a Motörhead bajo el nombre de Headgirl. En 1974, The Deadly Nightshade, una banda de rock/country, logró firmar un contrato con Phantom Records.

### Décadas de 1990 – 2000
En la década de 1990, las revistas especializadas en música empezaron a tener en cuenta a las cantantes e instrumentistas femeninas, poniendo a Bonnie Raitt y a Tina Weymouth en sus portadas. Mientras The Go-Go's y The Bangles, ambas de la escena de los clubes de Los Ángeles, fueron las primeras bandas de rock totalmente femeninas en encontrar un éxito sostenido, las solistas allanaron el camino para que la industria buscara bandas que tuvieran mujeres entre sus filas.
En la década de 1990, bandas como Hole, Babes in Toyland, Super Heroines, The Lovedolls y L7 se hicieron populares, mientras que demostraban en el escenario y en las entrevistas una actitud rebelde, siempre dispuestas a cuestionar las suposiciones sobre cómo debería comportarse una banda exclusivamente femenina. En la década de 1990 surgió un nuevo género y movimiento feminista llamado Riot Grrrl, al cual se asociaron bandas como Bratmobile y Bikini Kill.

## Cantantes

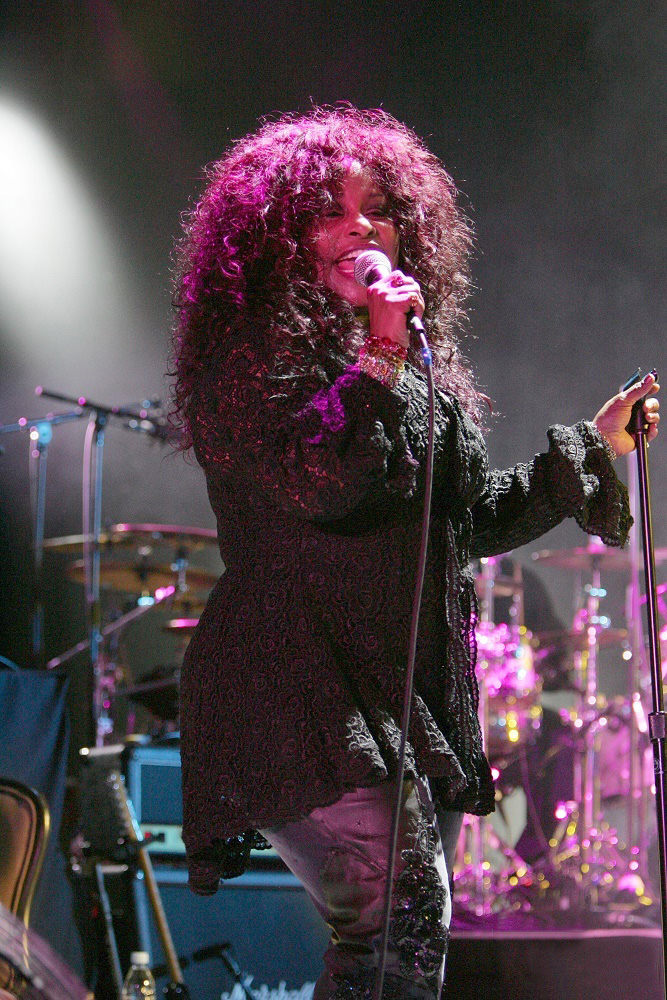
Chaka Khan (1953) es conocida como la "Reina del Funk."

La cantante, compositora y productora musical Bjork afirmó: "... el trabajo y la experiencia de las mujeres, dentro y fuera de la industria de la música, pasan desapercibidas". También afirma que sus colaboradores masculinos suelen ser acreditados por el sonido de sus discos porque hay una suposición generalizada de que ella ni produce ni toca un instrumento. En 2015, al aceptar el premio a la "Mujer del Año" en el evento Billboard Women in Music, Lady Gaga habló sobre las dificultades de ser una cantante femenina. La artista afirmó que "... a veces es muy difícil para las mujeres sobresalir en el mundo de la música. Es como un club de niños al que no podemos entrar". También dijo que se esforzó mucho para ser aceptada más por su inteligencia que por su cuerpo.
A pesar de la popularidad del funk en la música moderna, pocas personas han examinado el trabajo de las mujeres en el género. Como la crítica cultural Cheryl Keyes explica en su ensayo She Was too Black for Rock and too hard for Soul: (Re)discovering the Musical Career of Betty Mabry Davis (Demasiado negra para el rock y demasiado dura para Soul: redescubriendo la carrera musical de Betty Mabry Davis), la mayoría de los créditos sobre funk se han centrado en el trabajo cultural de los hombres. Afirma que "Betty Davis es una artista cuyo nombre no ha sido anunciado como pionero en los anales del funk y del rock. La mayoría de los escritos sobre estos géneros musicales tradicionalmente han colocado a artistas como Jimi Hendrix, George Clinton y Larry Graham como pioneros de la formación de la sensibilidad de la música rock". Mujeres notables en el funk incluyen a artistas como Chaka Khan, Labelle, The Brides of Funkenstein, Klymaxx, Mother's Finest y Betty Davis.

## Críticas musicales

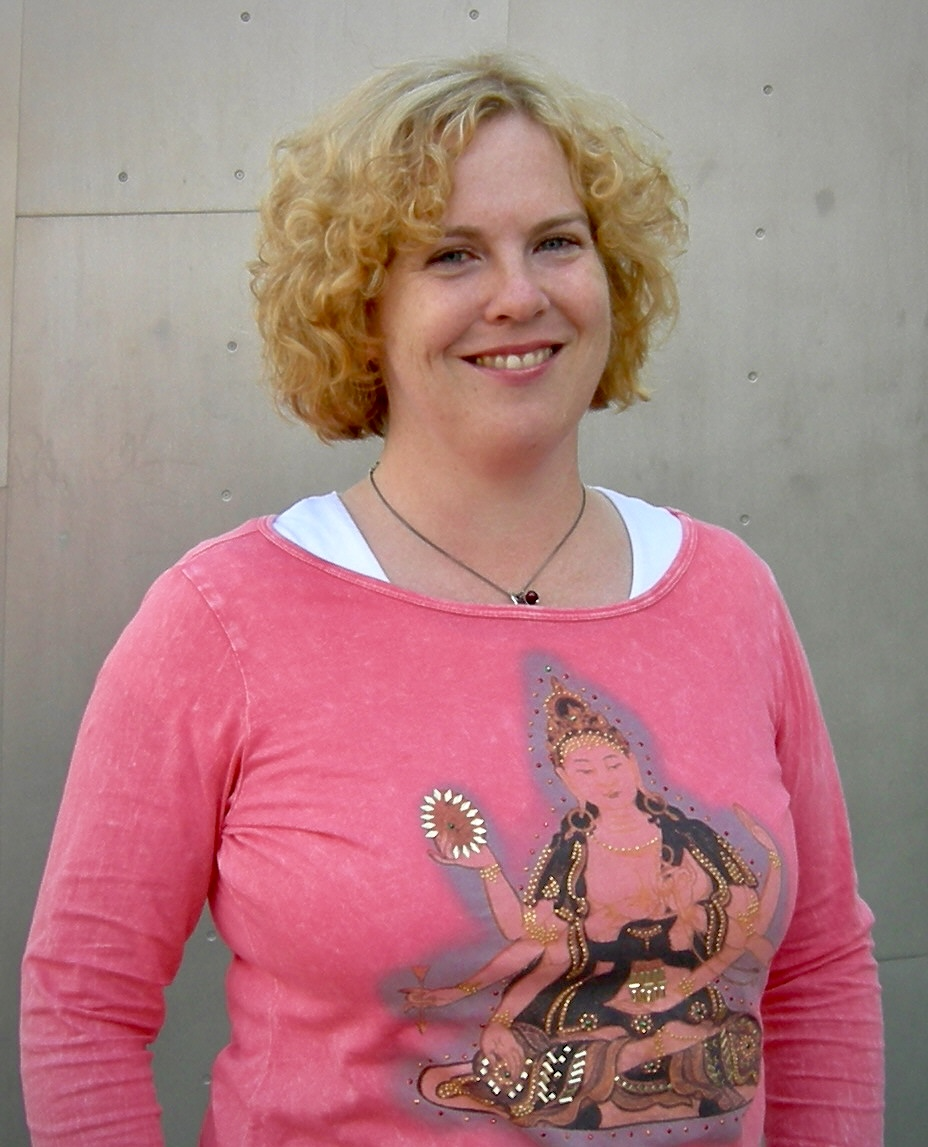
La crítica musical Ann Powers (foto: 2007)

Los críticos musicales realizan reseñas de conciertos en vivo y de grabaciones para revistas, periódicos, libros y sitios web. Según Anwen Crawford, escritora de The Monthly, "el problema para las mujeres críticas es que nuestro papel en la música popular fue codificado hace mucho tiempo". Crawford señala que "... los críticos de rock más famosos -Robert Christgau, Greil Marcus, Lester Bangs, Nick Kent- son todos hombres".
El sociólogo Simon Frith señaló que el pop y el rock "están estrechamente relacionados con el género, es decir, con las convenciones del comportamiento masculino y femenino". Según Holly Kruse, tanto los artículos musicales populares como los artículos académicos sobre música pop suelen escribirse a partir de "posiciones de sujeto masculino". Además, hay relativamente pocas mujeres que escriben en el periodismo musical: "En 1999, el número de mujeres editoras o escritoras en Rolling Stone oscilaba alrededor de un 15%, mientras que en Spin y Raygun era de un 20%". Las críticas asociadas con el género fueron discutidas en un artículo en el sitio web Jezebel en 2014 sobre la lucha de las mujeres en el periodismo musical, escrito por la crítica musical Tracy Moore, anteriormente editora del semanario Nashville Scene.
La crítica musical estadounidense Ann Powers, periodista en una industria dominada por hombres, ha escrito críticas sobre las percepciones del sexo y las minorías raciales y sociales en la industria de la música. También ha escrito sobre feminismo. En 2006 aceptó un puesto como crítica principal de música pop en Los Angeles Times, sucediendo a Robert Hilburn. En 2005, Powers coescribió el libro Piece by Piece con la cantante Tori Amos, obra que analiza el papel de la mujer en la industria de la música moderna.
Anwen Crawford contribuyó al libro de ensayos y perfiles de Jessica Hopper, titulado The First Collection of Criticism by a Living Female Rock Critic (Primera  colección de reseñas hechas por una crítica de rock femenina viva). El artículo de Crawford "... explora la larga lucha de las mujeres por la visibilidad y el reconocimiento en el campo de la crítica de rock, a pesar de que hemos ayudado a impulsarlo desde el principio".
A continuación se mencionan algunas importantes críticas musicales:
- Tanja Bakić
- Raquel Cepeda
- Ann Powers
- Joy Press
- Linda Solomon
- Lillian Roxon
- Ellen Willis
- Penny Valentine

## Mujeres en el rock hispanoamericano

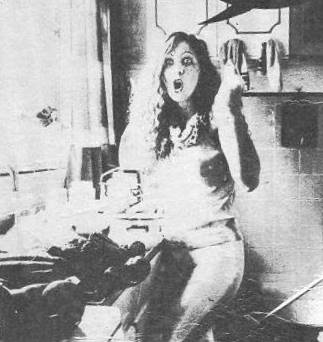
Celeste Carballo en 1982

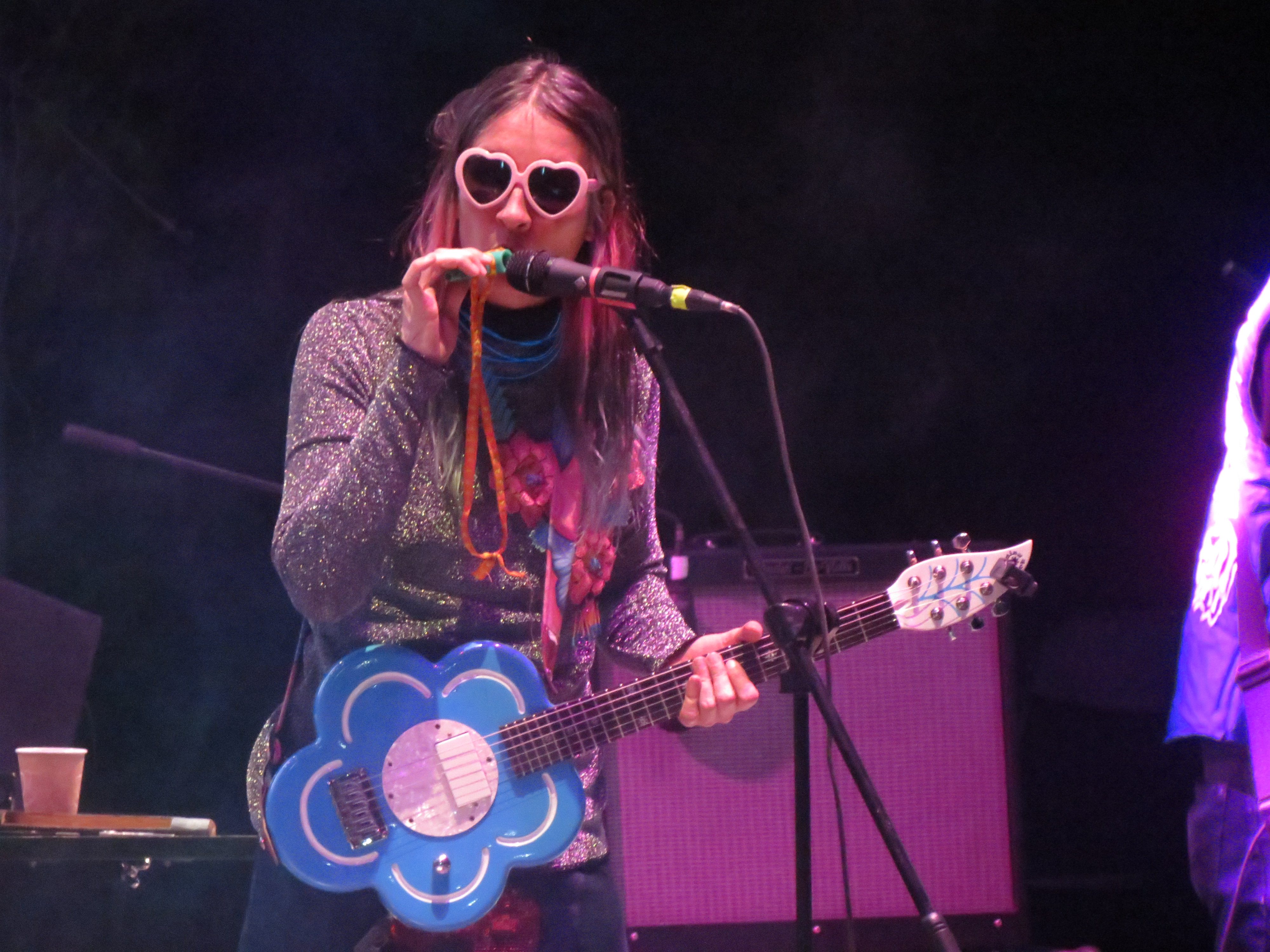
La colombiana Andrea Echeverri lidera la agrupación de rock Aterciopelados

Al igual que en el resto del mundo, en Hispanoamérica ha habido pocas bandas de rock conformadas en su totalidad por mujeres. Entre las bandas con alineación completa femenina se puede mencionar la agrupación Viuda e Hijas de Roque Enroll de Argentina (quienes vendieron 400 mil copias entre los primeros dos discos) con la guitarrista María Gabriela Epumer, Amanitas en Chile, Ruido Rosa en México y Área 7 en Perú. 

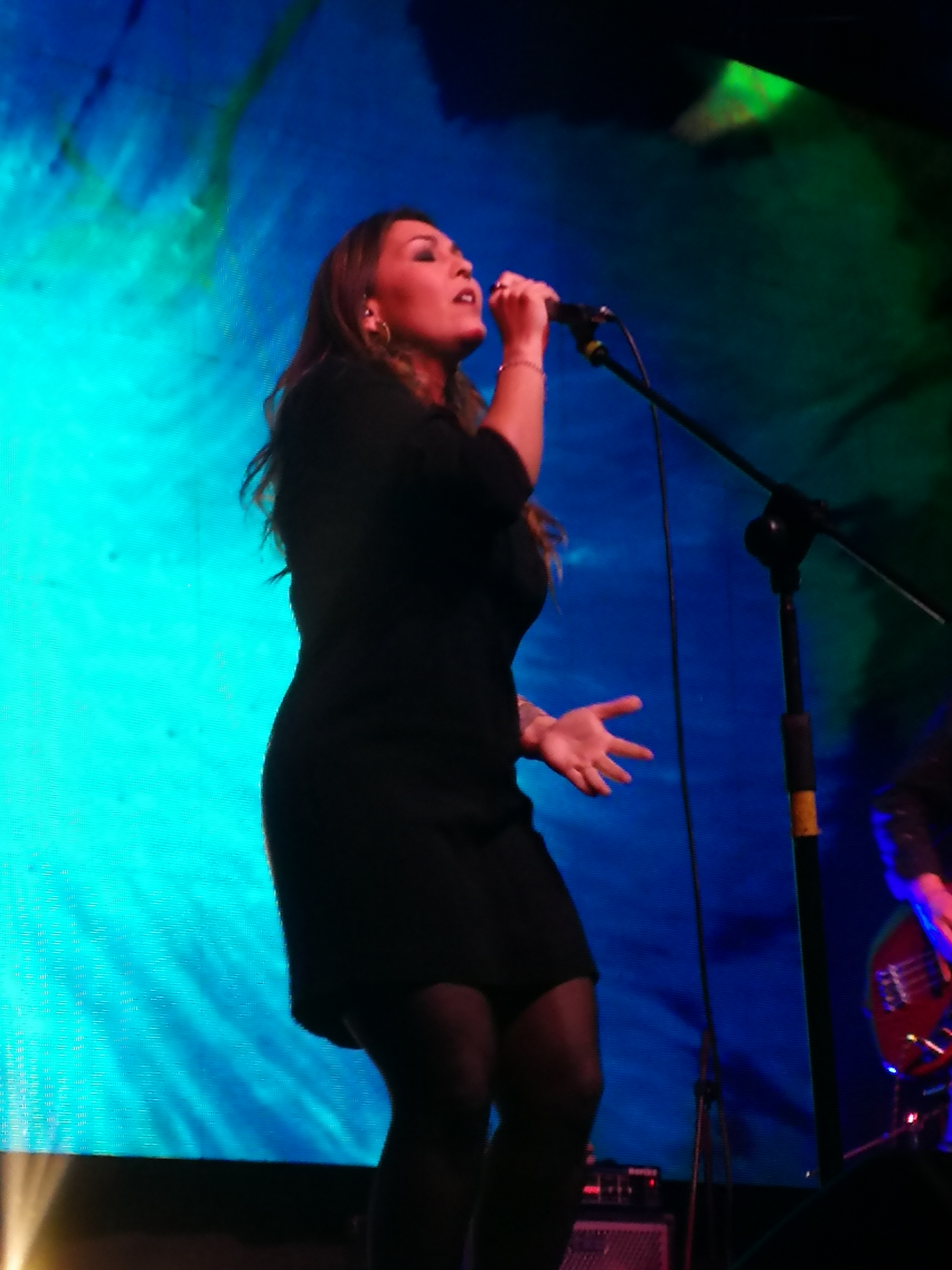
Denisse Malebrán, líder de la banda chilena Saiko

En los años 1970 María Rosa Yorio, una pionera del rock en español argentino, integraba las voces de bandas como Sui Generis y PorSuiGieco. A partir de finales de la década de 1980 y comienzos de la década de 1990, con el surgimiento del denominado Rock en español, algunas bandas incluyeron vocalistas femeninas en sus formaciones, en Argentina podemos mencionar el caso de Los Twist, donde la vocalista Fabiana Cantilo comienza sus éxitos para luego continuar cantando junto a Andrés Calamaro, Fito Páez, Luis Alberto Spinetta, León Gieco, La Portuaria, Celeste Carballo, Soda Stereo, Los Abuelos de la Nada, Los Pericos, Serú Girán, Invisible, Attaque 77, Intoxicados, Virus y Kevin Johansen, entre otros.
Patricia Sosa, que fundó La Torre con Oscar Mediavilla y Carlos García López, grabó seis discos, para luego comenzar una ascendente carrera solista, en 1990. La voz de Claudia Puyó tuvo sus primeros pasos como corista de Punch, la banda de Miguel Cantilo. Fue corista de Pedro y Pablo, Alejandro Lerner, Patricio Rey y sus Redonditos de Ricota, Fito Páez, David Lebón, Patricia Sosa, Mercedes Sosa y Los Tipitos. Grabó su primer álbum solista en 1985.
Por su parte, Hilda Lizarazu comenzó su carrera como cantante en bandas como Suéter y Los Twist, luego fue corista de Charly García y cantante de Man Ray, debutó como solista a mediados del 2002. También tocó en las bandas de Gustavo Santaolalla, Celeste Carballo, Lito Vitale y León Gieco. Celeste Carballo comenzó su carrera cantando blues en el grupo Alter Ego. En 1982 grabó su primer disco, que fue un verdadero suceso: Me vuelvo cada día más loca. Otro ejemplo es Andrea Álvarez, baterista, cantante y compositora con una trayectoria reconocida por haber tocado y grabado junto a las más importantes figuras de la música popular argentina: Soda Stereo, Divididos, Charly García, Attaque 77, Los Rodríguez, entre muchos otros. En 2001 comenzó su carrera solista, que ya lleva cuatro discos editados.
Otros ejemplos de mujeres en el rock hispanoamericano incluyen a Cristina y los subterráneos en España, Aterciopelados en Colombia y Santa Sabina en México. A mediados de la década de 1990 y comienzos de las década del 2000 aparecen más representantes en este tipo de formaciones como  Javiera y Los Imposibles, Saiko en Chile y Belanova en México. En estos años produjo el surgimiento de destacadas solistas como los primeros años de carrera de Shakira, Gloria Trevi, Alejandra Guzmán y Nicole.
En los últimos años han emergido importantes figuras femeninas solistas en Hispanoamérica como Carla Morrison, Julieta Venegas, Natalia Lafourcade, Mon Laferte y Nelly Furtado. También han logrado reconocimiento comercial agrupaciones con mujeres cantantes como las colombianas Catalina García de Monsieur Periné y Liliana Saumet de Bomba Estéreo.
La escena del heavy metal cuenta con una gran cantidad de representantes femeninas en Hispanoamérica. Destacan en esta escena nombres como Azucena Martín-Dorado Calvo de España, Melani Hess de Argentina, Caterina Nix de Chile y Duan Marie de México.